# Медаль Барнарда
Медаль Барнарда (англ. Barnard Medal for Meritorious Service to Science) — награда Колумбийского университета, присуждаемая по рекомендации Национальной академии наук США. Вручается за открытия в физике, астрономии или прикладные научные достижения, служащие развитию общества. Награждение проводится с 1895 года раз в 5 лет. 

## Лауреаты
Лауреаты: 
- 1895:  Стретт, Джон Уильям (лорд Рэлей) и   Рамзай, Уильям
- 1900:  Рентген, Вильгельм Конрад
- 1905:  Беккерель, Антуан Анри
- 1909:  Резерфорд, Эрнест
- 1914:  Брэгг, Уильям Генри и  Брэгг, Уильям Лоренс
- 1921:  Эйнштейн, Альберт
- 1925:  Бор, Нильс
- 1930:  Гейзенберг, Вернер
- 1935: Хаббл, Эдвин Пауэлл
- 1940:  Жолио-Кюри, Фредерик и  Жолио-Кюри, Ирен
- 1950:  Ферми, Энрико
- 1955: Merle Tuve
- 1960:  Раби, Исидор Айзек
- 1965:  Фаулер, Уильям Альфред
- 1975: Гаммет, Луис Плак
- 1980: Вейль, Андре
- 1985: Мандельброт, Бенуа